# Shelby County (Kentucky)
Shelby County is een county in de Amerikaanse staat Kentucky.
De county heeft een landoppervlakte van 995 km² en telt 33.337 inwoners (volkstelling 2000). De hoofdplaats is Shelbyville.

## Bevolkingsontwikkeling

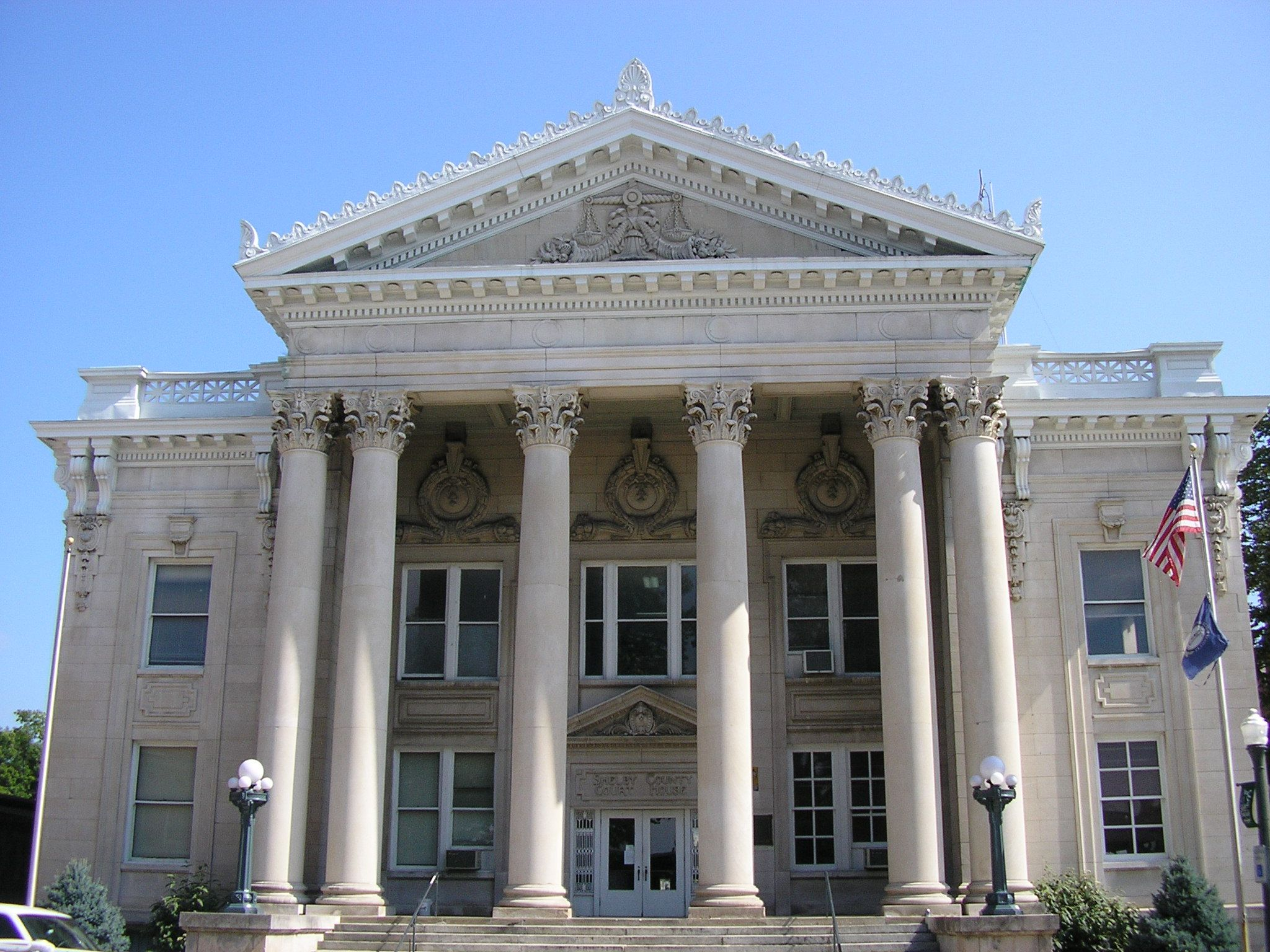
Shelby County Courthouse